# Conus victor
Conus victor é uma espécie de gastrópode do gênero Conus, pertencente a família Conidae.